# Rita de Barrenechea
María Rita de Barrenechea y Morante de la Madrid, markiza de La Solana, hrabina del Carpio (ur. 23 maja 1757 w Bilbao, zm. 23 listopada 1795 w Madrycie) – hiszpańska pisarka. 

## Życiorys
Urodziła się w 1757 w Bilbao, w Kraju Basków. Pochodziła z rodziny arystokratycznej, była córką José Fernando de Barrenechea y Novia de Salcedo, markiza del Puerto i kawalera zakonu Santiago oraz Any Maríi Morante de La Madrid y Castejón, markizy de La Solana. Rodzina przeniosła się do Valladolid, gdzie María Rita uczyła się w klasztorze Las Huelgas. 3 stycznia 1775 w Valladolid poślubiła Juana de Sahagún de La Mata Linares y Vázquez Dávila y Arce, hrabiego del Carpio, kawalera zakonu Kalatrawy i członka Rady królewskiej. Zamieszkali w Barcelonie, gdzie urodziła dwie córki: Maríę Martinę, która zmarła w dzieciństwie, i Franciscę Javierę. Rodzina przeprowadziła się do Madrytu, gdy hrabia del Carpio został mianowany członkiem Rady Zakonów.
Markiza de La Solana przyjaźniła się z księżną Albą i markizą de Pontejos, arystokratkami z wykształconych oświeceniowych elit, tzw. ilustrados. Była jedną z 14 założycielek filantropijnego stowarzyszenia kobiet Junta de Damas. Tworzyła dzieła epickie i liryczne, m.in. komedie pisane prozą Catalín i Catalín y la aya.
Zmarła w Madrycie w 1795, świadoma choroby na kilka miesięcy przed śmiercią zamówiła u Francisca Goi swój portret.